# 🇮🇲
🇮🇲 is een Unicode vlagsequentie-emoji die gebruikt wordt als regionale indicator voor het eiland Man. De meest gebruikelijke weergave is die van de vlag van Man, maar op sommige platforms (waaronder Microsoft Windows) ziet men de letters IM.
De vlagsequentie is opgebouwd uit de combinatie van de Regional Indicator Symbols 🇮 (U+1F1EE) en 🇲 (U+1F1F2), tezamen de ISO 3166-1 alpha-2 code IM voor Man vormend.
Deze emoji is in 2010 geïntroduceerd met de Unicode 6.0-standaard.

## Gebruik

De landsvlag van Man

Deze emoji wordt gebruikt als regionale aanduiding van Man.

## Codering

De Twemoji-implementatie

### Unicode
In Unicode vindt men de 🇮🇲 met de codesequentie U+1F1EE U+1F1F2 (hex).

### Shortcode
Er zijn shortcodes voor 🇮🇲; in Github kan deze opgeroepen worden met :isle_of_man:, in Slack kan het karakter worden opgeroepen met de code :flag-im:.